# Energetska sigurnost
Energetska sigurnost je dio nacionalne sigurnosti koja je povezana s prirodnim resursima koji se koriste za dobivanje i korištenje energije. Jedno od glavnih obilježja politike i ekonomije 21. stoljeća je borba i utrka za relativno jeftinom i učinkovitom energijom, a nejednaka distribucija energetskih izvora (sirovina) i konačnog proizvoda može dovesti do strateške političke, vojne i/ili ekonomske neravnoteže među državama. 
Suvremene potrebe i tržište u 21. stoljeću sve se više oslanjaju na obnovljive izvore energije, a efikasnost istih dovodi do nužnog jačanja ulaganja u energetsku sigurnost. 

## Sigurnosne ugroze
Sigurnosno ugroze energetske opskrbe (sirovine i/ili konačni proizvodi) mogu doći iz više izvora. Najčešće, ugroze dolaze zbog političke nestabilnosti u zemljama koje su bogate rudama. Osim toga ugroza može doći i planski, odnosno namjernim manipulacijama opskrbom energije (pr. Rusija je 2014. godine prijetila Europi manipulacijom cijene plina, odnosno Ukrajini gašenje opskrbe zbog neplaćenog duga za korištenje istog).
Sigurnosne energetske ugroze mogu biti izazvane ratovima, konfliktima, terorizmom, piratstvom, itd. Primjer su masovna uništavanja naftnih polja u Siriji, odnosno zauzimanja istih od strane tzv. Islamske države. Islamska država je početkom 2017. godine uništila naftna postrojenja hrvatske naftne tvrtke INA.
Ugroze također mogu doći zbog unutarnje politike određene države (Venezuela je pod okriljem socijalističke agende nacionalizirala postrojenja koja proizvode naftu i gorivo te su takve prilike tijekom godina dovele do lošijeg ekonomskog stanja zemlje, posljedično i do pojave masovnih štrajkova i nemira). 2007. godine, Chavezova vlada nacionalizirala je četiri velika proizvođača nafte tako što je otkupila većinu dionica od prijašnjih vlasnika, plativši ih ukupno preko 30 milijardi dolara. Do 2011. godine vlada je nacionalizirala preko 11 dodatnih postrojenja.
Suvremene ugroze proizlaze također zbog masovne industrijalizacije država poput Kine i Indije koje polako preuzimaju ulogu vodećih energetskih sila svijeta, a relativno se loše odnose prema klimatskim promjenama i nepovratnim zagađivanjima koje njihova proizvodnja uzrokuje.

## Dugoročna sigurnost
Dugoročna energetska sigurnost počiva na mjerama za povećanje samostalne proizvodnje sirovina i konačnih proizvoda, odnosno na smanjenju ovisnosti o uvozu energenata. Određene države koje nisu prirodno bogate sirovinama ulaze u energetske paktove i saveze pomoću kojih osiguravaju relativno stabilan i povoljniji uvoz energenata u širem smislu. 
Energetska kriza iz 1973. godine natjerala je određeni broj država da povećaju vlastitu energetsku sigurnost. Tako je Japan, koji je do tada bio skoro potpuno ovisan o uvozu nafte, svoju naciju upoznao s obnovljivim izvorima energije, nuklearnom energijom i biogorivima. 

### Nuklearna energija
Nuklearna energija, odnosno dobivanje ruda za korištenje iste, važan je izvor energetske stabilnosti pojedine države. 2007. godine Kanada je proizvodila 23% svjetskog uranija, Australija 21%, itd. 2000. godine nuklearna energija koristila se za proizvodnju 13% električne energije u svijetu.

### Uloga NATO saveza
NATO savez tijekom godina razvio je strateške koncepte i dokumente koji mu osim vojne uloge daju ulogu u zaštiti energenata i njihovih izvora. Jedna od glavnih komponenti i uloga NATO saveza u toj zaštiti je efektivna i konstantna zaštita kritične infrastrukture te tranzitnih područja i pravaca kojim se energija transportira.
Članice NATO sveza neovisne su po pitanjima sklapanja ugovora s raznim opskrbljivačima energije, a dodatni problem i izazov predstavlja neizbježna suradnja članica i Rusije po pitanju energije. NATO po tom planu provodi dijalog i razmjenu podataka između zemalja članica i zemalja koje nisu članice saveza, razmjenu informacija s privatnim sektorom, sigurnosne analize opskrbe energijom za potrebe NATO vojnih operacija, predviđanje stabilnosti odnosa u svijetu i sl.